# Henripont
Henripont (en wallon Yéripont) est une section de la commune belge de Braine-le-Comte située en Région wallonne dans la province de Hainaut. C'était une commune à part entière avant la fusion des communes de 1977.
La localité est située à l'orée du bois de la Houssière.

## Évolution démographique
- Sources : INS, Rem. : 1831 jusqu'en 1970 = recensements, 1976 = nombre d'habitants au 31 décembre.

## Patrimoine et culture

### Patrimoine architectural
- Église Saint-Nicolas de Henripont.